# 2014 日本女子サッカーリーグ
- 日本女子サッカーリーグ  > 2014 日本女子サッカーリーグ
- 2014年のスポーツ  >  2014年のサッカー  > 2014 日本女子サッカーリーグ

2014 日本女子サッカーリーグ（2014 にほんじょしサッカーリーグ）とは、2014年3月から11月にかけて開催された第26回の日本女子サッカーリーグである。

## 大会概要
2014年から3年計画で行われるリーグ改革 の一環として、レギュレーションが大幅に変更になっている。

### なでしこリーグ
なでしこリーグ（1部）においては、下記のレギュレーションにより、各チームが年間28試合もしくは24試合を戦う。このためなでしこリーグカップは今年は行われない。
レギュラーシリーズ（2014年3月29日-8月17日）
2013年シーズンまでのリーグ戦に相当するもので、10チームがホーム・アンド・アウェー2回戦総当たり（18節）を戦い、勝ち点順に上位6チームと下位4チームに分ける。
この時点での最上位チームが「レギュラーシリーズ優勝」となり、国際女子サッカークラブ選手権2014（IWCC）出場権が与えられる。
エキサイティングシリーズ（2014年8月30日-11月24日）
レギュラーシリーズの上位6チームと下位4チームがそれぞれホーム・アンド・アウェー2回戦総当たり（上位リーグ10節・下位リーグ6節）を戦い、それぞれのリーグの順位をもって年間の最終順位（上位リーグ：1位-6位、下位リーグ：7位-10位）を決定する。
レギュラーシリーズの成績に応じて勝ち点が与えられた状態でスタートする。
- 上位リーグ：レギュラーシリーズの1位が6点、2位が5点、以下6位が1点まで勝ち点が与えられた状態でスタートする。
- 下位リーグ：4チームとも、レギュラーシリーズの勝ち点の3分の1をエキサイティングシリーズに持ち越す。

上位リーグの優勝チーム（=年間優勝チーム）にもIWCC出場権が与えられる（同じチームがレギュラー・年間の2冠を制した場合は、上位リーグ2位のチームも出場権獲得）。
なお、エキサイティングシリーズ第2節終了後、仁川アジア大会のために1ヶ月間のリーグ中断期間が設けられる。

### チャレンジリーグ
チャレンジリーグ（2部）においては昨年と同様のレギュレーションで行われ、2013年シーズン成績で8チームずつ2グループ（Aグループ・Bグループ）に分けたうえで、以下の順序で各チームがリーグ戦22試合を戦う。順位決定は16チーム全体での勝ち点順により決定する。
1. 同一グループ内で総当たり1回戦=7試合（1-7節=2014年4月5日-5月18日）
2. 異なるグループ間の総当たり1回戦=8試合（8-15節=2014年5月25日-8月30日）
3. 同一グループ内で総当たり1回戦=7試合（16-22節=2014年7月26日-11月2日。一部対戦相手の都合により2.の期間中に開催される試合がある）

### 昇格・降格
2015年度からは3部制が導入されることになり、1部については「普及を含めてサッカー活動に専念できる選手が3人以上いること」「試合や練習時のけがの治療費をチームが負担すること」「15歳以下のアカデミーチームを保有すること」などの要件を定めた「なでしこリーグガイドライン」（以下「ガイドライン」と記す。）を満たしたクラブのみが参加し、2部については1部昇格を目指すクラブ（すなわちガイドラインを満たす意思のあるクラブ。現行制度によるなでしこリーグ準加盟制度に相当）のみが参加することになる。
以上を踏まえた上で、2014年シーズンのリーグ分けから以下のような組み替えが行われることになり、その上で入れ替え戦が行われることになる。
| 2014年シーズン          | 2014年シーズン | 2015年シーズン          | 2015年シーズン | 振り分け方法 |
| ----------------------- | -------------- | ----------------------- | -------------- | --- |
| なでしこリーグ（1部）   | 10チーム       | なでしこリーグ1部       | 10チーム       | 2014年のなでしこリーグ所属かつガイドラインの認定を受けたクラブが参入                                            |
| チャレンジリーグ（2部） | 16チーム       | なでしこリーグ2部       | 10チーム       | 2014年のチャレンジリーグ上位かつガイドラインの認定を受けたクラブが参入                                          |
| チャレンジリーグ（2部） | 16チーム       | チャレンジリーグ（3部） | 12チーム       | 2014年のチャレンジリーグに参戦し上記の条件を満たさない6クラブと、 地域リーグ・都道府県リーグからの6クラブが参入 |

入れ替えの詳細については後述。

## 参加チーム

### なでしこリーグ（1部）
| チーム名                               | 監督       | ホームタウン         | 前年成績       |
| -------------------------------------- | ---------- | -------------------- | -------------- |
| ベガルタ仙台レディース                 | 千葉泰伸   | 宮城県仙台市         | なでしこ 5位   |
| 浦和レッドダイヤモンズ・レディース     | 吉田靖     | 埼玉県さいたま市     | なでしこ 6位   |
| ASエルフェン埼玉                       | 松田岳夫   | 埼玉県狭山市         | チャレンジ 2位 |
| ジェフユナイテッド市原・千葉レディース | 三上尚子 ※ | 千葉県市原市・千葉市 | なでしこ 7位   |
| 日テレ・ベレーザ                       | 寺谷真弓   | 東京都稲城市         | なでしこ 2位   |
| アルビレックス新潟レディース           | 能仲太司   | 新潟県新潟市         | なでしこ 8位   |
| 伊賀フットボールクラブくノ一           | 浅野哲也   | 三重県伊賀市         | なでしこ 4位   |
| INAC神戸レオネッサ                     | 前田浩二 ※ | 兵庫県神戸市         | なでしこ 優勝  |
| 岡山湯郷Belle                          | 種田佳織   | 岡山県美作市         | なでしこ 3位   |
| FC吉備国際大学Charme                   | 太田真司   | 岡山県高梁市         | なでしこ 9位   |

1. 1 2  チーム名・ホームタウンについては開幕時点のもの。
2. ↑  ※印は新任
3. ↑  「ASエルフェン狭山FC」から改称。

#### 監督交代
| チーム名                     | 前監督   | 退任日   | 監督代行         | 新監督   | 就任日   | 備考           |
| ---------------------------- | -------- | -------- | ---------------- | -------- | -------- | -------------- |
| 伊賀フットボールクラブくノ一 | 浅野哲也 | 9月25日  | 林一章(GKコーチ) | 金鐘達   | 12月24日 | 外部からの招聘 |
| INAC神戸レオネッサ           | 前田浩二 | 10月15日 | 森亮太(コーチ)   | 熊田喜則 | 10月25日 | 外部からの招聘 |

### チャレンジリーグ（2部）

#### Aグループ
| チーム名                   | 監督                 | ホームタウン     | 前年成績        |
| -------------------------- | -------------------- | ---------------- | --------------- |
| 日本体育大学女子サッカー部 | 矢野晴之介           | 神奈川県横浜市   | チャレンジ 9位  |
| ノジマステラ神奈川相模原   | 菅野将晃             | 神奈川県相模原市 | チャレンジ 4位  |
| バニーズ京都SC             | 中三川哲治 ※         | 京都府京都市     | チャレンジ 12位 |
| スペランツァFC大阪高槻     | 本並健治             | 大阪府高槻市     | なでしこ 10位   |
| セレッソ大阪堺レディース   | 竹花友也             | 大阪府堺市       | チャレンジ 13位 |
| アンジュヴィオレ広島       | 福山かおり（代行） ※ | 広島県広島市     | 中国1部 1位     |
| 愛媛FCレディース           | 江後賢一             | 愛媛県松山市     | チャレンジ 8位  |
| 福岡J・アンクラス          | 対馬武志 ※           | 福岡県春日市     | チャレンジ 5位  |

#### Bグループ
| チーム名                        | 監督       | ホームタウン         | 前年成績        |
| ------------------------------- | ---------- | -------------------- | --------------- |
| 常盤木学園高等学校              | 阿部由晴   | 宮城県仙台市         | チャレンジ 1位  |
| スフィーダ世田谷FC              | 川邊健一   | 東京都世田谷区       | チャレンジ 3位  |
| JFAアカデミー福島               | 樋渡群     | 静岡県御殿場市       | チャレンジ 7位  |
| 清水第八プレアデス              | 山梨京子   | 静岡県静岡市         | チャレンジ 14位 |
| 静岡産業大学磐田ボニータ        | 三浦哲治   | 静岡県磐田市         | チャレンジ 6位  |
| AC長野パルセイロ・レディース    | 本田美登里 | 長野県長野市         | チャレンジ 11位 |
| JAPANサッカーカレッジレディース | 板垣雄平   | 新潟県北蒲原郡聖籠町 | チャレンジ 10位 |
| ASハリマ アルビオン             | 田渕径二   | 兵庫県姫路市         | 関西3部 1位     |

1. 1 2 3 4  チーム名・ホームタウンについては開幕時点のもの。
2. 1 2  ※印は新任
3. ↑  「ノジマステラ神奈川」から改称
4. ↑  本来は福島県が本拠地だが、東日本大震災の影響で本拠地を一時的に静岡県に移転している。

#### 監督交代
| チーム名       | 前監督     | 退任日  | 新監督   | 就任日   | 備考           |
| -------------- | ---------- | ------- | -------- | -------- | -------------- |
| バニーズ京都SC | 中三川哲治 | 11月4日 | 千本哲也 | 11月12日 | 外部からの招聘 |

## 結果

### なでしこリーグ

#### レギュラーシリーズ
2014年8月17日全日程終了
| 順 | チーム                                 | 試 | 勝 | 分 | 敗 | 得 | 失 | 差  | 点 | 備考                                                                            |
| -- | -------------------------------------- | -- | -- | -- | -- | -- | -- | --- | -- | ------------------------------------------------------------------------------- |
| 1  | 岡山湯郷Belle                          | 18 | 11 | 3  | 4  | 37 | 25 | +12 | 36 | エキサイティングシリーズ上位リーグに出場 国際女子サッカークラブ選手権2014に出場 |
| 2  | 日テレ・ベレーザ                       | 18 | 10 | 5  | 3  | 36 | 14 | +22 | 35 | エキサイティングシリーズ上位リーグに出場                                        |
| 3  | 浦和レッドダイヤモンズ・レディース     | 18 | 10 | 5  | 3  | 30 | 11 | +19 | 35 | エキサイティングシリーズ上位リーグに出場                                        |
| 4  | アルビレックス新潟レディース           | 18 | 10 | 2  | 6  | 30 | 18 | +12 | 32 | エキサイティングシリーズ上位リーグに出場                                        |
| 5  | INAC神戸レオネッサ                     | 18 | 9  | 2  | 7  | 33 | 18 | +15 | 29 | エキサイティングシリーズ上位リーグに出場                                        |
| 6  | ジェフユナイテッド市原・千葉レディース | 18 | 8  | 4  | 6  | 27 | 23 | +4  | 28 | エキサイティングシリーズ上位リーグに出場                                        |
| 7  | ベガルタ仙台レディース                 | 18 | 7  | 4  | 7  | 23 | 17 | +6  | 25 | エキサイティングシリーズ下位リーグに出場                                        |
| 8  | ASエルフェン埼玉                       | 18 | 5  | 2  | 11 | 30 | 47 | −17 | 17 | エキサイティングシリーズ下位リーグに出場                                        |
| 9  | 伊賀フットボールクラブくノ一           | 18 | 4  | 4  | 10 | 24 | 29 | −5  | 16 | エキサイティングシリーズ下位リーグに出場                                        |
| 10 | FC吉備国際大学Charme                   | 18 | 0  | 1  | 17 | 11 | 79 | −68 | 1  | エキサイティングシリーズ下位リーグに出場                                        |

#### エキサイティングシリーズ
上位リーグ
2014年11月24日全日程終了
| 順 | チーム                                                  | 試 | 勝 | 分 | 敗 | 得 | 失 | 差 | 点 | 備考                                                |
| -- | ------------------------------------------------------- | -- | -- | -- | -- | -- | -- | -- | -- | --------------------------------------------------- |
| 1  | 浦和レッドダイヤモンズ・レディース （追加勝ち点 4）     | 10 | 6  | 2  | 2  | 17 | 8  | +9 | 24 | 年間総合優勝 国際女子サッカークラブ選手権2014に出場 |
| 2  | 日テレ・ベレーザ （追加勝ち点 5）                       | 10 | 6  | 1  | 3  | 13 | 10 | +3 | 24 |                                                     |
| 3  | アルビレックス新潟レディース （追加勝ち点 3）           | 10 | 4  | 3  | 3  | 14 | 13 | +1 | 18 |                                                     |
| 4  | 岡山湯郷Belle （追加勝ち点 6）                          | 10 | 3  | 2  | 5  | 12 | 20 | −8 | 17 | 国際女子サッカークラブ選手権2014に出場              |
| 5  | ジェフユナイテッド市原・千葉レディース （追加勝ち点 1） | 10 | 3  | 1  | 6  | 18 | 19 | −1 | 11 |                                                     |
| 6  | INAC神戸レオネッサ （追加勝ち点 2）                     | 10 | 1  | 5  | 4  | 11 | 15 | −4 | 10 |                                                     |

下位リーグ
2014年11月1日全日程終了
| 順 | チーム                                        | 試 | 勝 | 分 | 敗 | 得 | 失 | 差  | 点 | 備考                                                                       |
| -- | --------------------------------------------- | -- | -- | -- | -- | -- | -- | --- | -- | -------------------------------------------------------------------------- |
| 7  | ベガルタ仙台レディース （追加勝ち点 8）       | 6  | 5  | 0  | 1  | 18 | 4  | +14 | 23 |                                                                            |
| 8  | ASエルフェン埼玉 （追加勝ち点 6）             | 6  | 4  | 0  | 2  | 10 | 9  | +1  | 18 |                                                                            |
| 9  | 伊賀フットボールクラブくノ一 （追加勝ち点 5） | 6  | 3  | 0  | 3  | 7  | 7  | 0   | 14 | なでしこリーグ・チャレンジリーグ入替戦に出場, 2015 なでしこリーグ1部に残留 |
| 10 | FC吉備国際大学Charme （追加勝ち点 0）         | 6  | 0  | 0  | 6  | 1  | 16 | −15 | 0  | 2015 なでしこリーグ2部へ降格                                               |

### チャレンジリーグ
2014年11月3日全日程終了
| 順 | チーム                          | 試 | 勝 | 分 | 敗 | 得 | 失 | 差  | 点 | 昇格または降格                                                                     |
| -- | ------------------------------- | -- | -- | -- | -- | -- | -- | --- | -- | ---------------------------------------------------------------------------------- |
| 1  | スペランツァFC大阪高槻 (P)      | 22 | 16 | 5  | 1  | 53 | 16 | +37 | 53 | 2015 なでしこリーグ1部へ昇格                                                       |
| 2  | 日本体育大学女子サッカー部      | 22 | 16 | 3  | 3  | 60 | 19 | +41 | 51 | なでしこリーグ・チャレンジリーグ入替戦に出場, 残留（2015 なでしこリーグ2部へ編入） |
| 3  | ノジマステラ神奈川相模原        | 22 | 16 | 2  | 4  | 54 | 26 | +28 | 50 | 2015 なでしこリーグ2部へ編入                                                       |
| 4  | AC長野パルセイロ・レディース    | 22 | 13 | 3  | 6  | 70 | 37 | +33 | 42 | 2015 なでしこリーグ2部へ編入                                                       |
| 5  | ASハリマ アルビオン             | 22 | 12 | 5  | 5  | 26 | 16 | +10 | 41 | 2015 なでしこリーグ2部へ編入                                                       |
| 6  | スフィーダ世田谷FC              | 22 | 11 | 5  | 6  | 45 | 36 | +9  | 38 | 2015 なでしこリーグ2部へ編入                                                       |
| 7  | JFAアカデミー福島               | 22 | 11 | 3  | 8  | 42 | 31 | +11 | 36 |                                                                                    |
| 8  | 常盤木学園高等学校サッカー部    | 22 | 10 | 4  | 8  | 53 | 39 | +14 | 34 |                                                                                    |
| 9  | 愛媛FCレディース                | 22 | 8  | 3  | 11 | 41 | 39 | +2  | 27 | 2015 なでしこリーグ2部へ編入                                                       |
| 10 | アンジュヴィオレ広島            | 22 | 7  | 5  | 10 | 29 | 35 | −6  | 26 | 2015 なでしこリーグ2部へ編入                                                       |
| 11 | JAPANサッカーカレッジレディース | 22 | 6  | 5  | 11 | 25 | 42 | −17 | 23 | 2015 なでしこリーグ2部へ編入                                                       |
| 12 | 福岡J・アンクラス               | 22 | 7  | 2  | 13 | 21 | 41 | −20 | 23 | 2015 なでしこリーグ2部へ編入                                                       |
| 13 | 静岡産業大学磐田ボニータ        | 22 | 5  | 6  | 11 | 27 | 47 | −20 | 21 |                                                                                    |
| 14 | セレッソ大阪堺レディース        | 22 | 5  | 3  | 14 | 34 | 55 | −21 | 18 |                                                                                    |
| 15 | バニーズ京都SC                  | 22 | 3  | 4  | 15 | 23 | 51 | −28 | 13 | チャレンジリーグ入替戦に出場, 2015 チャレンジリーグに残留                          |
| 16 | 清水第八プレアデス (R)          | 22 | 1  | 0  | 21 | 9  | 88 | −79 | 3  | チャレンジリーグ入替戦に出場, 東海1部に降格                                        |

## 表彰
表彰式は2014年11月25日に行われた。
| 賞                  | 受賞者               | 所属                             |
| なでしこリーグ      | なでしこリーグ       | なでしこリーグ                   |
| ------------------- | -------------------- | -------------------------------- |
| 最優秀選手賞（MVP） | 後藤三知             | 浦和レッドダイヤモンズレディース |
| 得点王              | 菅澤優衣香（20得点） | ジェフユナイテッド千葉レディース |
| 敢闘賞              | 阪口夢穂             | 日テレベレーザ                   |
| 新人賞              | 乗松瑠華             | 浦和レッドダイヤモンズレディース |
| ベストイレブン      | 福元美穂（GK）       | 岡山湯郷ベル                     |
| ベストイレブン      | 岩清水梓（DF）       | 日テレベレーザ                   |
| ベストイレブン      | 髙畑志帆（DF）       | 浦和レッドダイヤモンズレディース |
| ベストイレブン      | 乗松瑠華（DF）       | 浦和レッドダイヤモンズレディース |
| ベストイレブン      | 有吉佐織（MF）       | 日テレベレーザ                   |
| ベストイレブン      | 阪口夢穂（MF）       | 日テレベレーザ                   |
| ベストイレブン      | 宮間あや（MF）       | 岡山湯郷ベル                     |
| ベストイレブン      | 猶本光（MF）         | 浦和レッドダイヤモンズレディース |
| ベストイレブン      | 上尾野辺めぐみ（MF） | アルビレックス新潟レディース     |
| ベストイレブン      | 菅澤優衣香（FW）     | ジェフユナイテッド千葉レディース |
| ベストイレブン      | 高瀬愛実（FW）       | INAC神戸レオネッサ               |
| 優勝監督賞          | 吉田靖               | 浦和レッドダイヤモンズレディース |
| チャレンジリーグ    |                      |                                  |
| 最優秀選手賞（MVP） | 成宮唯               | スペランツァFC大阪高槻           |
| 得点王              | 横山久美（30得点）   | AC長野パルセイロレディース       |
| 新人賞              | 南野亜里沙           | ノジマステラ神奈川相模原         |
| その他表彰          |                      |                                  |
| 通算300試合出場     | 澤穂希               | INAC神戸レオネッサ               |
| 最優秀審判賞        | 山岸佐知子           | －                               |

## 入れ替え

### ガイドライン認定状況
2014年10月1日に、2014年なでしこリーグ所属の全10クラブと、2014年チャレンジリーグ所属クラブのうち常盤木学園高校・JFAアカデミー福島を除く14クラブがガイドラインを満たしていると発表された。これに伴い、常盤木学園高校・JFAアカデミー福島を除くチャレンジリーグの12位までの10クラブに（新）なでしこリーグ2部への参入資格が与えられ、常盤木学園高校・JFAアカデミー福島は（新）チャレンジリーグに参入することになった。

### なでしこリーグとチャレンジリーグ間
なでしこリーグ10位クラブとチャレンジリーグ優勝クラブは来年度のリーグ戦に自動入れ替えとなる。またなでしこリーグ9位とチャレンジリーグ2位のクラブ間はホーム・アンド・アウェーの2試合で入れ替え戦を行い、その勝者が（新）なでしこリーグ1部、敗者が（新）なでしこリーグ2部に配属となる。

#### なでしこリーグ・チャレンジリーグ入替戦
| 2014年11月15日 13:00 |

| 日本体育大学女子サッカー部 （チャレンジリーグ2位） | 1-2      | 伊賀フットボールクラブくノ一 （なでしこリーグ9位） |
|                                                    | 公式記録 |                                                    |

| 神奈川県立保土ヶ谷公園サッカー場, 横浜市 |

| 2014年11月23日 13:00 |

| 伊賀フットボールクラブくノ一 | 2-0      | 日本体育大学女子サッカー部 |
|                              | 公式記録 |                            |

| 上野運動公園競技場, 伊賀市 |

伊賀フットボールクラブくノ一が2連勝（2試合合計得点伊賀4-1日体大）によりなでしこリーグ1部残留。日本体育大学女子サッカー部は（新）なでしこリーグ2部に配属。

### チャレンジリーグと地域リーグ間
チャレンジリーグから2015年の（新）チャレンジリーグへの参入にあたっては、ガイドラインを満たさなかった常盤木学園高校・JFAアカデミー福島と、13位の静岡産業大学磐田ボニータ・14位のセレッソ大阪堺レディースの参入が決定。15位のバニーズ京都SCと16位の清水第八プレアデスが地域リーグ代表との入れ替え戦に出場する。
一方、地域リーグ・都道府県リーグからは、13クラブが「チャレンジリーグ加盟希望申請書」を提出。書類審査、チーム基盤、財政面、グランド施設に関すること等のヒアリングおよび現地調査により9クラブが「チャレンジリーグ参入チーム決定戦」への参加を承認された。この9クラブにより、以下の方法で（新）チャレンジリーグ参入クラブを決定する。
1. 9クラブを3クラブずつ3グループに分け、1回戦総当たりのリーグ戦を戦い、各リーグ上位2クラブが（新）チャレンジリーグ参入決定。
2. 各グループの3位同士3クラブで、1回戦総当たりのリーグ戦を戦い、1位がチャレンジリーグ16位と、2位がチャレンジリーグ15位との入れ替え戦に進む。3位は地域リーグ・都道府県リーグ残留。
3. 入れ替え戦はホーム・アンド・アウェー2回戦で戦い、勝者が（新）チャレンジリーグ参入決定。

| チーム名                             | 所在地   | 今年度所属リーグ（成績） |
| ------------------------------------ | -------- | ------------------------ |
| ノルディーア北海道                   | 北海道   | 北海道（優勝）           |
| つくばFCレディース                   | 茨城県   | 関東2部（6位）           |
| 横浜FCシーガルズ                     | 神奈川県 | 関東2部（優勝）          |
| 大和シルフィード                     | 神奈川県 | 神奈川県1部（5位）       |
| 新潟医療福祉大学女子サッカー部       | 新潟県   | 北信越（優勝）           |
| NGU名古屋FCレディース                | 愛知県   | 東海1部（3位）           |
| ディオッサ出雲F.C.                   | 島根県   | 島根県（優勝）           |
| 益城ルネサンス熊本フットボールクラブ | 熊本県   | 九州（優勝）             |
| ジュ ブリーレ 鹿児島                 | 鹿児島県 | 九州（2位）              |

#### チャレンジリーグ参入チーム決定戦
全試合時之栖スポーツセンターで開催。

##### Aグループ
| 順 | チーム                               | 試 | 勝 | 分 | 敗 | 得 | 失 | 差 | 点 |
| -- | ------------------------------------ | -- | -- | -- | -- | -- | -- | -- | -- |
| 1  | 横浜FCシーガルズ                     | 2  | 2  | 0  | 0  | 7  | 1  | +6 | 6  |
| 2  | 新潟医療福祉大学女子サッカー部       | 2  | 1  | 0  | 1  | 1  | 4  | −3 | 3  |
| 3  | 益城ルネサンス熊本フットボールクラブ | 2  | 0  | 0  | 2  | 1  | 4  | −3 | 0  |

| 2014年11月1日 |

| 新潟医療福祉大学 | 1 - 0          | 益城ルネサンス熊本FC |
|                  | 公式記録 (PDF) |                      |

|  |

| 2014年11月2日 |

| 横浜FCシーガルズ | 4 - 0          | 新潟医療福祉大学 |
|                  | 公式記録 (PDF) |                  |

|  |

| 2014年11月3日 |

| 益城ルネサンス熊本FC | 1 - 3          | 横浜FCシーガルズ |
|                      | 公式記録 (PDF) |                  |

|  |

##### Bグループ
| 順 | チーム                | 試 | 勝 | 分 | 敗 | 得 | 失 | 差  | 点 |
| -- | --------------------- | -- | -- | -- | -- | -- | -- | --- | -- |
| 1  | 大和シルフィード      | 2  | 2  | 0  | 0  | 8  | 1  | +7  | 6  |
| 2  | NGU名古屋FCレディース | 2  | 1  | 0  | 1  | 13 | 3  | +10 | 3  |
| 3  | ディオッサ出雲F.C.    | 2  | 0  | 0  | 2  | 0  | 17 | −17 | 0  |

| 2014年11月1日 |

| 大和シルフィード | 5 - 0          | ディオッサ出雲F.C. |
|                  | 公式記録 (PDF) |                    |

|  |

| 2014年11月2日 |

| NGU名古屋FCレディース | 1 - 3          | 大和シルフィード |
|                       | 公式記録 (PDF) |                  |

|  |

| 2014年11月3日 |

| ディオッサ出雲F.C. | 0 - 12         | NGU名古屋FCレディース |
|                    | 公式記録 (PDF) |                       |

|  |

##### Cグループ
| 順 | チーム               | 試 | 勝 | 分 | 敗 | 得 | 失 | 差 | 点 |
| -- | -------------------- | -- | -- | -- | -- | -- | -- | -- | -- |
| 1  | ノルディーア北海道   | 2  | 2  | 0  | 0  | 3  | 1  | +2 | 6  |
| 2  | つくばFCレディース   | 2  | 1  | 0  | 1  | 4  | 2  | +2 | 3  |
| 3  | ジュ ブリーレ 鹿児島 | 2  | 0  | 0  | 2  | 0  | 4  | −4 | 0  |

| 2014年11月1日 |

| つくばFCレディース | 3 - 0          | ジュ ブリーレ 鹿児島 |
|                    | 公式記録 (PDF) |                      |

|  |

| 2014年11月2日 |

| ノルディーア北海道 | 2 - 1          | つくばFCレディース |
|                    | 公式記録 (PDF) |                    |

|  |

| 2014年11月3日 |

| ジュ ブリーレ 鹿児島 | 0 - 1          | ノルディーア北海道 |
|                      | 公式記録 (PDF) |                    |

|  |

以上の結果により、各グループの上位2チーム、計6チーム（鶯色の背景。横浜Fシーガルズ、新潟医療福祉大学、大和シルフィード、NGU名古屋FCレディース、ノルディーア北海道、つくばFCレディース）が2015 チャレンジリーグ昇格決定。3位の3チーム（益城ルネサンス熊本フットボールクラブ、ディオッサ出雲F.C.、ジュ ブリーレ 鹿児島）はチャレンジリーグ入替戦進出チーム決定戦に回る。

##### チャレンジリーグ入替戦進出チーム決定戦
| 順 | チーム                               | 試 | 勝 | 分 | 敗 | 得 | 失 | 差  | 点 |
| -- | ------------------------------------ | -- | -- | -- | -- | -- | -- | --- | -- |
| 1  | 益城ルネサンス熊本フットボールクラブ | 2  | 2  | 0  | 0  | 15 | 0  | +15 | 6  |
| 2  | ジュ ブリーレ 鹿児島                 | 2  | 1  | 0  | 1  | 3  | 2  | +1  | 3  |
| 3  | ディオッサ出雲F.C.                   | 2  | 0  | 0  | 2  | 0  | 16 | −16 | 0  |

| 2014年11月7日 |

| 益城ルネサンス熊本FC | 13 - 0   | ディオッサ出雲F.C. |
|                      | レポート |                    |

|  |

| 2014年11月8日 |

| ジュ ブリーレ 鹿児島 | 0 - 2    | 益城ルネサンス熊本FC |
|                      | レポート |                      |

|  |

| 2014年11月9日 |

| ディオッサ出雲F.C. | 0 - 3    | ジュ ブリーレ 鹿児島 |
|                    | レポート |                      |

|  |

結果、益城ルネサンス熊本フットボールクラブとジュ ブリーレ 鹿児島が入替戦に進出。ディオッサ出雲F.C.はチャレンジリーグ参入ならず（島根県リーグを優勝しているため、中国女子サッカーリーグチャレンジ戦に回る）。

#### チャレンジリーグ入替戦
以下、11月11日に発表された日時・会場による。第1戦を地域リーグのチームのホームゲーム、第2戦をチャレンジリーグのチームのホームゲームで実施する。
| チーム #1                            | 合計  | チーム #2          | 第1戦 | 第2戦 |
| ------------------------------------ | ----- | ------------------ | ----- | ----- |
| ジュ ブリーレ 鹿児島                 | 0 - 4 | バニーズ京都SC     | 0 - 2 | 0 - 2 |
| 益城ルネサンス熊本フットボールクラブ | 5 - 0 | 清水第八プレアデス | 4 - 0 | 1 - 0 |

| 2014年11月16日 12:00 |

| ジュ ブリーレ 鹿児島 | 0 - 2          | バニーズ京都SC |
|                      | 公式記録 (PDF) |                |

| 志布志運動公園陸上競技場, 志布志市 |

| 2014年11月24日 12:00 |

| バニーズ京都SC | 2 - 0          | ジュ ブリーレ 鹿児島 |
|                | 公式記録 (PDF) |                      |

| 京都市西京極総合運動公園陸上競技場兼球技場, 京都市 |

| 2014年11月16日 13:00 |

| 益城ルネサンス熊本FC | 4 - 0          | 清水第八プレアデス |
|                      | 公式記録 (PDF) |                    |

| 熊本県営八代運動公園陸上競技場, 八代市 |

| 2014年11月23日 13:00 |

| 清水第八プレアデス | 0 - 1          | 益城ルネサンス熊本FC |
|                    | 公式記録 (PDF) |                      |

| IAIスタジアム日本平, 静岡市 |

上記の結果により、
1. バニーズ京都SCがチャレンジリーグ、ジュ ブリーレ 鹿児島が地域リーグにそれぞれ残留
2. 益城ルネサンス熊本FCがチャレンジリーグ昇格、清水第八プレアデスが地域リーグ降格